# Грауманская монетная стопа
Грауманская монетная стопа нем. Graumannscher Münzfuß — принятая в Пруссии 14 июля 1750 года, во время правления Фридриха II, монетная стопа, которая установила новые стандарты денежного обращения в немецких государствах. Названа по имени генерального директора Монетного управления Иоганна-Филиппа Граумана.

## Сущность реформы
В соответствии с грауманской монетной стопой из одной кёльнской марки (233,855 г) чистого серебра чеканили 14 талеров или 21 гульден. Соответственно, каждый талер содержал 16,704 г серебра. Так как монеты выпускали из серебра 750 пробы, то их суммарный вес составлял 22,27 г. Гульден приравнивался к 2/3 талера.
Золотые фридрихсдоры соответствовали 5 талерам. Содержание золота в монетах определялось соотношением стоимости золота к серебру как 1 к 13 11/13.

## Влияние на денежное обращение
До грауманской монетной реформы основной денежной единицей на территории Пруссии являлся рейхсталер. Согласно аугсбургскому монетному уставу он должен был содержать 1/9 кёльнской марки чистого серебра. Это соответствовало 29,23 г серебра 889 пробы, или 25,98 г чистого серебра. Несмотря на столь значительную разницу в весе и содержании благородного металла, прусские талеры совершенно необоснованно продолжали чеканить с надписью «Reichstaler».
Изначально один прусский «рейхсталер» соответствовал 24 грошенам или 288 пфеннигам. Во время Семилетней войны, для покрытия чрезмерных финансовых расходов, Пруссия была вынуждена прибегнуть к порче монет, то есть уменьшению содержания в них благородных металлов при сохранении изначальной стоимости. В народе они получили название эфраимитов. По окончании войны стандарты грауманской монетной стопы были восстановлены, стоимость фридрихсдора выросла с 5 до 5 1/3 талера, что было связано с изменениями в соотношениях стоимости золота и серебра. В XIX веке она была вновь пересмотрена и фридрихсдор стал равным 5 2/3 талера.
30 сентября 1821 года был принят закон, согласно которому талер становился равным 30 грошенам или 360 пфеннигам. Для того, чтобы отличать новые разменные монеты стоимостью 1/360 талера, от старых, которые составляли 1/288 талера, на них стали помещать надпись «pfenninge».
Большинство государств северной и центральной Германии приняли новую денежную систему ещё в XVIII веке. 30 июля 1838 года была подписана Дрезденская монетная конвенция, которая по своей сути сделала прусские стандарты денежного обращения обязательными для целого ряда немецких государств. Последовавшее подписание в 1857 году Венской монетной конвенции предполагало отказ от кёльнской марки. Вместо неё вводился таможенный фунт равный 500 граммам. Новая денежная единица, принятая практически всеми немецкими государствами, Австрией и Лихтенштейном, союзный талер приравнивался к 1/30 части таможенного фунта чистого серебра и соответственно содержал 16,667 г благородного металла. Союзный талер по содержанию серебра был практически идентичен прусскому рейхсталеру, отчеканенному согласно Грауманской монетной стопе.